# بخش شبکینسکی
بخش شبکینسکی (به لاتین: Shebekinsky District) یک منطقهٔ مسکونی در روسیه است که در استان بیلگاراد واقع شده‌است.